# Albert Charles Smith
Albert Charles Smith, född den 5 april 1906, död den 23 maj 1999, var en amerikansk botaniker specialiserad på ormbunksväxter och fröväxter. Han arbetade i USA och Fiji.
Smith var direktör för National Museum of Natural History och medlem i flera vetenskapliga sällskap, bland andra American Society of Plant Taxonomists och The National Academy of Sciences.
Auktorsnamnet A.C.Sm. kan användas för Albert Charles Smith i samband med ett vetenskapligt namn inom botaniken; se Wikipediaartiklar som länkar till auktorsnamnet.